# 민디 매크리디
민디 매크리디(Mindy McCready, 1975년 11월 30일 ~ 2013년 2월 17일)는 미국의 컨트리 가수이다.
2013년 2월 17일 자택에서 권총으로 자살해 숨졌다. 향년 39세